# Gina Stechert
Gina Stechert (* 20. November 1987 in Oberstdorf) ist eine ehemalige deutsche Skirennläuferin, die auf die Disziplinen Abfahrt und Super-G spezialisiert war. Sie lebt in Fischen im Allgäu und ist bei der Bundeszollverwaltung als Zollwachtmeisterin angestellt. Ihr Bruder Tobias war ebenfalls Skirennläufer.

## Biografie
Stechert nahm im Dezember 2002 erstmals an FIS-Rennen teil. Ein Jahr später folgten die ersten Einsätze im Europacup, am 21. Dezember 2004 das erste Rennen im Weltcup. Nennenswerte Erfolge blieben aber zunächst aus, da sie im Februar 2005 im Abfahrtslauf der Juniorenweltmeisterschaften in Bardonecchia einen Kreuzbandriss im rechten Knie erlitt. Außerdem konzentrierte sie sich auf das Abitur, das sie schließlich 2007 abschloss.
In der Saison 2005/06 errang Stechert zwei Siege in Europacup-Abfahrten und erreichte den dritten Platz in der Disziplinenwertung. Im März 2006 wurde sie Deutsche Meisterin in der Abfahrt. Am 2. Dezember 2006 gewann sie als 27. der Abfahrt in Lake Louise ihre ersten Weltcuppunkte, das erste Top-10-Ergebnis folgte am 27. Januar 2007 im Super-G von San Sicario. Bei den Juniorenweltmeisterschaften in Zauchensee fuhr sie in der Abfahrt auf den fünften Platz. Einen Monat später gewann sie ihren zweiten deutschen Meistertitel, diesmal in der Superkombination.
Im Februar 2009 nahm Stechert an den Weltmeisterschaften in Val-d’Isère teil und erreichte Platz zwölf in der Super-Kombination und Rang 26 in der Abfahrt. Zwei Wochen später gewann sie mit der Abfahrt in Tarvisio das einzige Mal ein Weltcuprennen (am 21. Februar, mit 0,01 Sekunden Vorsprung auf die Favoritin Lindsey Vonn; Stechert war sonst nie, auch später nicht, auf ein Weltcup-Podest gekommen – und hatte bis dahin auch nur drei Top-Ten-Platzierungen aufzuweisen). Anfang März 2009 zog sie sich bei den Zoll-Weltmeisterschaften im slowenischen Kranjska Gora erneut einen Kreuzbandriss im rechten Knie zu, weshalb sie nicht am Weltcup-Finale im schwedischen Åre teilnehmen konnte.
In der Saison 2009/10 war ihr bestes Ergebnis ein neunter Platz in der Super-Kombination von St. Moritz am 29. Januar 2010. Bei den Olympischen Winterspielen 2010 belegte sie Rang zehn in der Abfahrt und Platz 15 im Super-G. Im März 2010 gewann sie ihren vierten deutschen Meistertitel, den ersten im Super-G. Wie im Vorjahr fuhr Stechert auch in der Saison 2010/11 in einem Weltcuprennen in die Top 10 (achter Platz in der Abfahrt von Lake Louise am 8. Dezember). Beim Eröffnungsrennen der Weltmeisterschaften 2011 in Garmisch-Partenkirchen am 8. Februar stürzte sie und musste am Daumen operiert werden, was das vorzeitige Saisonende bedeutete.
Am 24. September 2011 erlitt Stechert beim Super-G-Training in Chile ihren dritten Kreuzbandriss, diesmal im linken Knie. Sie musste sechs Monate pausieren und fiel für die gesamte Saison 2011/12 aus. In der Saison 2012/13 fuhr Stechert noch dreimal in die Top 15, im folgenden Winter war ein 30. Platz ihr bestes Ergebnis. Wegen anhaltender Kniebeschwerden erklärte sie am 17. März 2015 ihren Rücktritt vom Skisport.

## Erfolge

### Olympische Spiele
- Vancouver 2010: 10. Abfahrt, 15. Super-G

### Weltmeisterschaften
- Val-d’Isère 2009: 12. Super-Kombination, 26. Abfahrt

### Juniorenweltmeisterschaften
- Puy Saint-Vincent 2003: 29. Super-G, 30. Abfahrt
- Maribor 2004: 23. Kombination, 31. Super-G, 40. Abfahrt, 46. Slalom, 50. Riesenslalom
- Zauchensee/Flachau 2007: 5. Abfahrt, 16. Super-G, 19. Riesenslalom

### Weltcupsiege
| Datum            | Ort      | Land    | Disziplin |
| ---------------- | -------- | ------- | --------- |
| 21. Februar 2009 | Tarvisio | Italien | Abfahrt   |

### Weltcupwertungen
| Saison  | Gesamt | Abfahrt | Super-G | Riesenslalom | Slalom | Kombination |
| ------- | ------ | ------- | ------- | ------------ | ------ | ----------- |
| 2005/06 | 106.   | –       | –       | –            | –      | 32.         |
| 2006/07 | 55.    | 39.     | 27.     | –            | –      | 38.         |
| 2007/08 | 43.    | 29.     | 39.     | –            | –      | 13.         |
| 2008/09 | 37.    | 13.     | 37.     | –            | –      | 30.         |
| 2009/10 | 41.    | 21.     | 28.     | –            | –      | 12.         |
| 2010/11 | 60.    | 25.     | 39.     | –            | –      | –           |
| 2012/13 | 74.    | 28.     | –       | –            | –      | –           |
| 2013/14 | 119.   | 53.     | –       | –            | –      | –           |

### Europacup
- Saison 2005/06: 3. Abfahrtswertung
- 2 Siege

### Weitere Erfolge
- 4 deutsche Meistertitel (Abfahrt 2006 und 2008, Super-Kombination 2007, Super-G 2010)
- 1 Sieg im South American Cup
- 2 Siege in FIS-Rennen